# Triunfo (Rio Grande do Sul)
Pour les articles homonymes, voir Triunfo.
São Jerônimo est une ville brésilienne de la mésorégion métropolitaine de Porto Alegre, capitale de l'État du Rio Grande do Sul, faisant partie de la microrégion de São Jerônimo et située à 75 km nord-ouest de Porto Alegre. Elle se situe à une latitude de 29° 56′ 37″ sud et à une longitude de 51° 43′ 07″ ouest, à 43 m d'altitude. Sa population était estimée à 23 976 en 2007, pour une superficie de 823 km2. L'accès s'y fait par les BR-470 et RS-244.
Les premiers habitants du territoire furent les Amérindiens Patos (ou Araxanes). L'implantation européenne la plus importante est celle des açoriens.
Triunfo est établie sur la rive nord du rio Jacuí, face à São Jerônimo, et au bord du rio Taquari, dur sa partie occidentale, et est le lieu de naissance de Bento Gonçalves da Silva, le grand chef de la Guerre des Farrapos.
La ville figure au quatrième rang dans l'État pour le PIB, en raison de l'importance de son pôle pétrochimique, situé à 26 km de son centre-ville. Cette activité économique produit 95 % de la richesse de la municipalité.

## Villes voisines
- Paverama
- Montenegro
- Nova Santa Rita
- Porto Alegre
- Eldorado do Sul
- Charqueadas
- São Jerônimo
- General Câmara
- Taquari
- Tabaí